# Митрович, Марко (шведский футболист)
Марко Митрович (босн. Marko Mitrović; родился 27 июня 1992 года) — шведский футболист, игравший на позиции нападающего.

## Биография
Митрович родился в Хёгахолме, окрестности Мальмё, Швеция. Он серб по происхождению. У него есть младший брат, Александар и старшая сестра Кристина.
В возрасте четырёх лет Митрович начал играть в футбол для местной команды «Олимпик», но вскоре перебрался в «Мальмё» в возрасте шести лет.